# Arco di Travertino (estación)
Arco di Travertino es una estación de la línea A del Metro de Roma. Se encuentra en la intersección de Via Arco di Travertino con las Via Appia Nuova y la Via Tuscolana.
En su entorno se encuentra el Parque arqueológico de las Tumbas de Via Latina.

## Historia
La estación Arco di Travertino fue construida como parte del primer tramo (de Ottaviano a Anagnina) de la línea A del metro, entrando en servicio el 16 de febrero de 1980.